# Tylogonus prasinus
Tylogonus prasinus är en spindelart som beskrevs av Simon 1902. Tylogonus prasinus ingår i släktet Tylogonus och familjen hoppspindlar. Inga underarter finns listade i Catalogue of Life.